# Varuth Wongsomsak
Varuth Wongsomsak (thailändisch วรุฒ วงศ์สมศักดิ์, * 23. Juni 1999), auch als Mon bekannt, ist ein thailändischer Fußballspieler.

## Karriere
Varuth Wongsomsak erlernte das Fußballspielen in der Jugendmannschaften von Muangthong United und Bangkok United. Hier unterschrieb er 2018 auch seinen ersten Profivertrag. Der Verein aus der thailändischen Hauptstadt Bangkok spielte in der höchsten Liga des Landes, der Thai League. In seiner ersten Saison wurde er mit United Vizemeister. Die Hinserie 2019 wurde er an den Zweitligisten Air Force Central ausgeliehen. Zur Rückserie kehrte er zu United zurück. Anfang 2020 wurde er vom Bangkok FC unter Vertrag genommen. Der Bangkoker Verein spielte in der dritten Liga, der Thai League 3. Mit dem Verein trat er in der Upper Region an. Nach Umstrukturierung der Liga spielte er zuletzt mit Bangkok in der Bangkok Metropolitan Region. Am Ende der Saison 2021/22 wurde er mit Bangkok Vizemeister der Region. In den Aufstiegsspielen zur zweiten Liga konnte man sich nicht durchsetzen. Im Juni 2021 wechselte er zum Drittligisten Songkhla FC. Mit dem Verein aus Songkhla spielt er in der Southern Region der Liga. Am Ende der Saison feierte er mit dem Verein die Meisterschaft der Region. In den Aufstiegsspielen konnte man sich jedoch nicht durchsetzen. Nach einer Saison wechselte er im Sommer 2023 zu dem in der Bangkok Metropolitan Region spielenden Samut Sakhon City FC. Für den Verein aus Samut Sakhon bestritt er vier Ligaspiele. Nach einer Spielzeit unterschrieb er Ende Juli 2024 einen Vertrag bei dem in der Eastern Region spielenden Navy FC. Am Ende der Saison 2024/25 feierte er mit dem Verein die Meisterschaft der Region. In den Aufstiegsspielen zur zweiten Liga konnte man sich jedoch nicht durchsetzten. Nach einer Spielzeit, in der er 14 Ligaspiele bestritt, wurde sein Vertrag im Sommer 2025 nicht verlängert. Im August 2025 unterschrieb er im nahegelegenen Pattaya einen Vertrag beim Zweitligisten Pattaya United FC.

## Erfolge
Bangkok United
- Thailändischer Vizemeister: 2018

Songkhla FC
- Thai League 3 – South: 2022/23

Navy FC
- Thai League 3 – East: 2024/25